# Milan-San Remo 1918
La 11e édition de la course cycliste, Milan-San Remo a eu lieu le 14 avril 1918 et a été remportée par l'Italien Costante Girardengo. Seul 7 coureurs ont terminé la course.

## Classement final
|   | Cycliste            | Pays   | Équipe         | Temps             |
| - | ------------------- | ------ | -------------- | ----------------- |
| 1 | Costante Girardengo | Italie | Bianchi        | 11 h 48 min 00 s  |
| 2 | Gaetano Belloni     | Italie | Bianchi        | + 13 min 00 s     |
| 3 | Ugo Agostoni        | Italie | Bianchi        | + 59 min 00 s     |
| 4 | Ezio Corlaita       | Italie | Peugeot-Wolber | + 1 h 37 min 00 s |
| 5 | Costante Costa      | Italie | -              | + 1 h 37 min 00 s |
| 6 | Carlo Giacchino     | Italie | -              | + 2 h 52 min 00 s |
| 7 | Luigi Vertemati     | Italie | -              | + 4 h 02 min 00 s |